# Göran Lindell
Göran Olof Erland Lindell, född 9 februari 1954 i Vetlanda, är en svensk politiker (centerpartist). Han var riksdagsledamot (statsrådsersättare respektive tjänstgörande ersättare) 2011–2014, 2015–2016 och 2019–2020 för Jönköpings läns valkrets.
Han var tidigare ledamot i kommunfullmäktige i Vetlanda kommun, men avsade sig uppdraget när han började som riksdagsledamot.
Från 30 september 2011 till 3 oktober 2014 ersatte han statsrådet Annie Lööf i riksdagen. Han blev återigen ersättare åt Lööf när hon blev föräldraledig 11 september 2015 till 31 mars 2016 samt mellan 13 december 2019 och 31 augusti 2020.
I riksdagen var han suppleant i bland annat arbetsmarknadsutskottet, konstitutionsutskottet, skatteutskottet och trafikutskottet.